# Браун, Джеймс (футболист, 1862)
Джеймс Бра́ун (англ. James Brown; 31 июля 1862 — 4 июля 1922) — английский футболист Викторианской эпохи. Выступал на позиции нападающего. Всю свою карьеру провёл в клубе «Блэкберн Роверс», выиграв с командой три Кубка Англии подряд. Также выступал за национальную сборную Англии.

## Футбольная карьера
Уроженец Блэкберна, c 1881 по 1889 годы Браун выступал за местный клуб «Блэкберн Роверс». Четыре раза выходил с командой в финал Кубка Англии, проиграв один из них (в 1882 году) и выиграв три остальных (в 1884, 1885 и 1886 году). В двух последних финалах выводил «Блэкберн» с капитанской повязкой, а также забивал в обеих матчах.
Также провёл 5 матчей за национальную сборную Англии. Его дебют за сборную состоялся 26 февраля 1881 года в товарищеском матче против сборной Уэльса. 18 февраля 1882 года отметился «дублем» за сборную в товарищеском матче против сборной Ирландии, в которой англичане разгромили ирландцев со счётом 13:0. 28 февраля 1885 года забил свой третий гол за сборную в игре домашнего чемпионата Британии против Ирландии. Свой последний матч за сборную Браун провёл 21 марта 1885 года в матче домашнего чемпионата Британии против сборной Шотландии.

## Достижения
Блэкберн Роверс
- Обладатель Кубка Англии (3): 1884, 1885, 1886